# Jorge Alberto Cavazos Arizpe
Jorge Alberto Cavazos Arizpe (31 de juliol de 1962, Monterrey, Mèxic) és bisbe de San Juan de los Lagos des del 2 d'abril del 2016 designat pel Papa Francesc. Fou bisbe auxiliar i administrador apostòlic de l'arxidiòcesi de Monterrey des del 7 de gener del 2009, amb l'assignació de la seu titular d'Isola.

## Episcopat
El papa Benet XVI el nomenà bisbe auxiliar de l'arxidiòcesi de Monterrey el 7 de gener del 2009, i fou consagrat el 26 de març del mateix any pel cardenal José Francisco Robles Ortega, arquebisbe de Monterrey. Li fou concedida la seu titular d'Isola com a bisbe.
El 2 d'abril del 2016 fou nomenat per Sa Santedat el Papa Francesc bisbe de la diòcesi de San Juan de los Lagos, a Mèxic.